# Arndt Schultz
A lei de Arndt–Schulz, formulada originalmente em 1888, declara os efeitos das diferentes concentrações de fármacos em um indivíduo. A regra afirma que [1]:
Para toda substância, pequenas doses estimulam, dose moderadas inibem e superdosagens matam.
De acordo com essa lei, fármacos altamente diluídos melhoram os processos orgânicos, enquanto altas concentrações prejudicam a saúde.
A lei foi assim denominada por Hugo Paul Friedrich Schulz and Rudolf Arndt. As exceções dessa lei são tão numerosas que não é considerada uma lei geral. Por exemlo, muitas substâncias paralisadoras não causam efeito de estimulação em pequenas doses. 
Nos textos modernos de Farmacologia, foi suplantado pela teoria da Hormese.

## Referência
1. Paul Callinan. "Homeopathy: How does it work?". Archived from the original on 2008-01-18. Retrieved 15 August 2009.